# Cayo Los Ensenachos
Cayo Los Ensenachos es una isla de 200 hectáreas (2 km²) al norte de Cuba en la provincia de Villa Clara, entre el archipiélago Jardines del Rey y Cayo Las Brujas y Cayo Santa María. Estas islas están conectadas por un dique (Pedraplén Cayo Santa María) de 48 kilómetros una carretera construida sobre el lecho de la plataforma insular para conectar la Cayería Norte a tierra firme por la zona de Caibarién, que tardó diez años en ser construido (1989 - 1999). 
Las playas del cayo son un paraíso de aguas cristalinas y arena extremadamente blanca y fina, siendo las principales Playa Ensenachos y Playa Mégano. Protegida por un estupendo arrecife coralino y dada su ubicación con respecto a Cayo Santa María, Playa Mégano es un enclave privilegiado durante los días de mal tiempo. El eslogan es: "Una Isla, un Hotel". Y éste pertenece a la cadena hotelera española Iberostar. Tiene calificación de cinco estrellas y opera con el sistema de "todo incluido", cuenta con un lujoso spa, servicio de transportación a través de todas las instalaciones del hotel, bares, restaurantes buffet con productos muy variados, desde frutas tropicales hasta charcutería europea y otros a la carta, espaciosos lounges y terrazas,  discoteca, tiendas de regalos, estanco de tabaco, joyería y boutique, servicio de bar a pie de playa, duchas, toallas y tumbonas. Shows nocturnos en el teatro con espectáculos temáticos muy variados y de gran calidad artística.
Cayo Los Ensenachos forma parte de la plataforma insular del archipiélago de Cuba, es un territorio de fauna protegida y reserva natural.